# Лана Басташић
Лана Басташић (Загреб, 27. август 1986) српска је књижевница.

## Биографија
Лана Басташић је рођена у Загребу 1986. Одрасла је у Бањалуци, где је завршила Филолошки факултет. Мастер из културолошких студија је одбранила на Факултету политичких наука у Београду. Након тога је отишла у Праг, где је стекла међународни сертификат за предавача на енглеском језику, а потом у Барселону где и данас живи. У Барселони уређује књижевни часопис Carn de cap („Месо главе”) и води школу креативног писања Escola Bloom на шпанском, каталонском и енглеском језику.
Ауторка је романа, три збирке прича, збирке поезије и књиге за децу.
Њен роман првенац  Ухвати зеца био је у најужем избору за 65. НИН-ову награду за најбољи роман из 2018. године.
Добитница је награде Европске уније за књижевност за 2020. годину за роман Ухвати зеца, објављеног у издању Buybook-а.
Поједини критичари називају је „српском Еленом Феранте”.

## Стваралаштво

### Романи
- Ухвати зеца (2018)

### Збирке прича
- „Трајни пигменти” (2010)
- „Ватромети” (2011)
- „Млијечни зуби” (2020)

### Поезија
- „Наивни триптих о Босни и умирању” (2013)

### Књиге за децу
- „Настја црта сунце и друге приче” (2015)